# Stibilj
Stibilj je priimek več znanih Slovencev:
- Anamarija Stibilj Šajn (*1965), umetnostna zgodovinarka, likovna kritičarka
- Jernej Stibilj, kolesar
- Leopold Stibilj (1890—1972), strokovnjak za gradnjo železnic
- Milan Stibilj (1929—2014), skladatelj, glasbeni kritik in publicist
- Milena Lah (r. Stibilj) (1920—2003), slovensko-hrvaška kiparka
- Tatjana Rezec Stibilj, filmska arhivistka (vodja slov. filmskega arhiva)
- Vekoslava Stibilj, kemičarka, vodja laboratorija za prehrano BF